# Akbulun
Akbulun (ryska: Акбулун) är en ort i Kirgizistan.   Den ligger i oblastet Ysyk-Köl Oblusu, i den östra delen av landet, 300 km öster om huvudstaden Bisjkek. Akbulun ligger 1 831 meter över havet och antalet invånare är 1 956.
Terrängen runt Akbulun är varierad. Runt Akbulun är det mycket glesbefolkat, med 5 invånare per kvadratkilometer. Närmaste större samhälle är Novovoznesenovka, 7,6 km sydväst om Akbulun. Trakten runt Akbulun består till största delen av jordbruksmark.